# Dualität (Verbandstheorie)
Mit Dualität oder Dualisierung wird in der Mathematik eine doppelte wechselseitige Zuordnung bezeichnet:
- Sie betrifft einerseits Strukturen, deren Operationen, Relationen oder Elemente
- Sie betrifft andererseits Formeln, mit denen die Strukturen beschrieben werden.

Die doppelte Zuordnung wird so vorgenommen, dass sich zwischen der Gültigkeit der sich entsprechenden Formeln in den sich entsprechenden Strukturen ein eindeutiger Zusammenhang ergibt. In der Verbandstheorie gilt dabei:
Sätze der Verbandstheorie werden durch Dualiseren wieder zu Sätzen der Verbandstheorie.
Der doppelten Beschreibung von Verbänden entspricht dabei eine doppelte Möglichkeit zur Definition der Dualisierung:
Betrachtet man Verbände als algebraische Strukturen, dann besteht die Dualität zwischen den beiden Operationen: {\displaystyle \sqcap } und {\displaystyle \sqcup } werden vertauscht.
Betrachtet man sie als Ordnungsstrukturen, dann sind {\displaystyle \leq } und {\displaystyle \geq } zueinander dual. 

Die Zuordnung zwischen den Formeln ist in beiden Fällen durch eine Vertauschung der entsprechenden Symbole gegeben.
Diese beiden Dualitäten sind wegen der wechselseitigen Definierbarkeit kompatibel. Man kann daher immer diejenige Dualität verwenden, die für die Situation besser passt.

## Präzisierung

### Algebraische Definition der Dualität

Die beiden Verbände sind dual zueinander (aber offensichtlich nicht isomorph).

Vertauscht man in einem Verband {\displaystyle V} die beiden Verknüpfungen {\displaystyle \sqcap } und {\displaystyle \sqcup }, erhält man eine neue Struktur {\displaystyle W}.
Man nennt  {\displaystyle W} die duale Struktur zu {\displaystyle V}.
Nimmt man eine beliebige Formel {\displaystyle \varphi } aus der Sprache der Verbandstheorie und setzt überall die beiden Zeichen „{\displaystyle \sqcap }“ und „{\displaystyle \sqcup }“ wechselseitig füreinander ein, dann nennt man die entstandene Formel {\displaystyle {\widehat {\varphi }}} die duale Formel von {\displaystyle \varphi }.
Offensichtlich gelten in der Struktur {\displaystyle W}, die zum Verband {\displaystyle V} dual ist, genau die dualen zu den in {\displaystyle V} geltenden Formeln.
Da in der Definition eines Verbands zu jeder Formel auch die duale Formel vorkommt, folgt, dass {\displaystyle W} ebenfalls ein Verband ist, der als der zu {\displaystyle V} duale Verband bezeichnet wird.

### Ordnungs-Definition der Dualität
Bei Halbordnungen ist der Übergang zur dualen Halbordnung dadurch definiert, dass die Ordnungsrelation „umgedreht“ wird, d. h.
es wird überall {\displaystyle \leq } durch {\displaystyle \geq } ersetzt und umgekehrt. Hier definiert man duale Formeln durch die wechselseitige Ersetzung der beiden Relationszeichen „{\displaystyle \leq }“ und „{\displaystyle \geq }“.
Es ist klar, dass in der dualen Halbordnung die dualen Formeln gelten und insbesondere, dass es sich überhaupt um eine Halbordnung handelt.

### Äquivalenz der Definitionen in Verbänden
In einem Verband kann man beide Definitionen verwenden. Dies erzeugt keine Probleme:
Beim Übergang zwischen der Halbordnung des Verbands und den Verbandsoperatoren wird im zweiten Teil auf jeder Seite die duale Formel verwendet:
- {\displaystyle v\leq w\quad \iff \quad v\sqcap w=v}
- {\displaystyle v\geq w\quad \iff \quad v\sqcup w=v}

Es ist also gleichgültig, ob man die Dualisierung mit der Vorschrift für die Verbandsoperatoren oder mit der Vorschrift für die Ordnungsrelation vornimmt: man erhält jeweils „das gleiche“ Ergebnis.

## Folgerungen
Ist {\displaystyle W} der duale Verband zu {\displaystyle V}, dann ist offensichtlich {\displaystyle V} dual zu {\displaystyle W}: durch zweimaliges Vertauschen erhält man auch jeweils wieder die Formeln, von denen man ausgegangen ist. Man sagt vereinfachend: {\displaystyle V} und {\displaystyle W} sind zueinander dual. Analoges gilt für zueinander duale Formeln.
Hieraus folgt die semantische Form des Dualitätsprinzips:
- Gilt eine Formel in allen Verbänden, dann gilt auch ihre duale Formel in allen Verbänden.

Man kann dies Prinzip auch syntaktisch formulieren:
- Ist eine Formel aus den Verbandsaxiomen zu folgern, dann auch ihre duale Formel.

Dies liegt natürlich daran, dass zu jedem Axiomen auch die duale Formel als Axiom auftritt.
Das Modularitätsgesetz ist selbstdual und die beiden Distributiv-Gesetze sind zueinander dual.
Die Komplementärgesetze sind ebenfalls zueinander dual. Allerdings gilt für die speziellen Elemente „0“ und „1“, dass sie ihre Rolle vertauschen. Deshalb muss man in den Formeln, in denen die Namen dieser Elemente vorkommen, diese ebenfalls vertauschen, wenn man die Ordnung umdreht. Die duale Formel zu {\displaystyle a\sqcap {\overline {a}}=0} ist also {\displaystyle a\sqcup {\overline {a}}=1}.
Dann gilt aber
- Gilt eine Formel in allen modularen oder in allen distributiven Verbänden oder in allen Booleschen Algebren, dann gilt auch die duale Formel in den entsprechenden Verbänden.

## Erweiterungen des Begriffs
Mit Hilfe des Dualitätsprinzips kann man immer in einem Beweis argumentieren: die duale Behauptung folgt dual. Man spricht daher auch vom dualen Beweis, wenn alle vorkommenden Formeln durch die dualen Formeln ersetzt werden.
In naheliegender Weise erweitert man den Begriff auch auf Strukturen. Als Beispiel sei aufgeführt:

In der Definition von „Filter“ und „Ideals“ werden gerade duale Formeln verwendet.
Daher nennt man Filter und Ideale zueinander duale Strukturen. Hat man irgendeinen Satz über Filter bewiesen, dann gilt der duale Satz über Ideale und umgekehrt.
Manchmal erhält die duale Struktur nicht einmal einen eigenen Namen. So spricht man einfach von einem semimodularen Verband, wenn man genauer sagen müsste „aufwärts-semimodularer“ Verband. Will man von einem „abwärts-semimodularen“ Verband reden, so umschreibt man: „ein Verband, für den der duale Verband semimodular ist“.

## Duale Isomorphismen

Hasse-Diagramm, das sämtliche aus zwei Elementar-Aussagen gebildeten Kombinationen zeigt (die von 2 Elementen erzeugte freie Boolesche Algebra).
Die blauen Pfeile markieren jeweils den Übergang zum dualen Element. (Die erzeugenden Elemente und ihre Komplemente werden auf sich selbst abgebildet.)

Die Dualität induziert eine 1-1-Abbildung zwischen zwei Verbänden, die aber natürlich kein Verbandshomomorphismus ist. Es werden hier die Bezeichnungen Anti-Isomorphismus oder Dualer Isomorphismus und antitone, anti-monotone oder ordnungsumkehrende Abbildung verwendet.
Ist ein Verband isomorph zu seinem Bild, dann identifiziert man die beiden normalerweise. In diesem Fall redet man von dem zu a dualen Element in dem Verband.
Duale Isomorphismen sind im Allgemeinen nicht eindeutig festgelegt.

### Beispiele
- Für {\displaystyle \mathbb {R} } mit der natürlichen Ordnung kann jede streng monoton fallende surjektive Funktion {\displaystyle f\colon \mathbb {R} \to \mathbb {R} } als ein dualer Isomorphismus aufgefasst werden.
- Geht man in der Aussagenlogik davon aus, dass die atomaren Aussagen durch die Dualität unverändert bleiben, dann ist in der freien Booleschen Algebra, die erzeugt wird, die Zuordnung der dualen Aussage eindeutig. Deshalb spricht man auch von „der dualen Aussage“.